# Cinnamomum kwangtungense
Cinnamomum kwangtungense Merr. – gatunek rośliny z rodziny wawrzynowatych (Lauraceae Juss.). Występuje naturalnie w południowych Chinach – w środkowej części prowincji Guangdong. 

## Morfologia
PokrójZimozielone drzewo dorastające do 9 m wysokości. Gałęzie są nagie.
LiścieNaprzeciwległe. Mają kształt od eliptycznego do podłużnie lancetowatego. Mierzą 7–9 cm długości oraz 1,5–4 cm szerokości. Są owłosione od spodu. Nasada liścia jest klinowa. Blaszka liściowa jest o spiczastym wierzchołku. Ogonek liściowy jest mniej lub bardziej owłosiony i dorasta do 15–20 mm długości.
KwiatySą niepozorne, obupłciowe, zebrane w wiechy, rozwijają się w kątach pędów. Kwiatostany dorastają do 8 cm długości, podczas gdy pojedyncze kwiaty mają długość 5 mm.

## Biologia i ekologia
Rośnie w widnych lasach oraz zaroślach. Występuje na wysokości od 700 do 1500 m n.p.m. Kwitnie w maju.